# Flagi powiatów w województwie świętokrzyskim
Flagi powiatów w województwie świętokrzyskim – lista symboli powiatowych w postaci flagi, obowiązujących w województwie świętokrzyskim.

Flaga województwa świętokrzyskiego

Zgodnie z definicją, flaga to płat tkaniny określonego kształtu, barwy i znaczenia, przymocowywany do drzewca lub masztu. Może on również zawierać herb lub godło danej jednostki administracyjnej. W Polsce jednostki terytorialne (rady gmin, miast i powiatów) mogą ustanawiać flagi zgodnie z „Ustawą z dnia 21 grudnia 1978 o odznakach i mundurach”. W pierwotnej wersji pozwalała ona jednostkom terytorialnym jedynie na ustanawianie herbów. Dopiero „Ustawa z dnia 29 grudnia 1998 o zmianie niektórych ustaw w związku z wdrożeniem reformy ustrojowej państwa” oficjalnie potwierdziła prawo województw, powiatów i gmin do ustanawiania tego symbolu jednostki terytorialnej. Z tej zmiany skorzystały powiaty, przywrócone w 1999.
Od 2005 w województwie świętokrzyskim swoją flagę posiada wszystkie 13 powiatów oraz miasto na prawach powiatu (Kielce). Symbol ten, od 2001 (ze zmianą w 2013), ma ustanowione samo województwo.

## Lista obowiązujących flag powiatowych

### Miasta na prawach powiatu
| Powiat        | Wzór | Opis |
| ------------- | ---- | --- |
| Miasto Kielce |      | Flaga miasta została ustanowiona uchwałą nr VII/76/2019 z 21 lutego 2019. Jest to prostokątny płat tkaniny o proporcjach 5:8, podzielony na trzy poziome pasy: dwa złote i czerwony w stosunku 1:8:1. W pobliżu drzewca umieszczono godło z herbu miasta. |

### Powiaty
| Powiat               | Wzór | Opis |
| -------------------- | ---- | --- |
| Powiat buski         |      | Flaga powiatu, autorstwa dr Jerzego Michty, została ustanowiona uchwałą nr XXII/134/2001 z 23 kwietnia 2001. Jest to prostokątny płat tkaniny o proporcjach 5:8, podzielony na trzy pionowe pasy: żółty, błękitny i czerwony w stosunku 1:2:1. W jego centralnej części umieszczono godło z herbu powiatu.                       |
| Powiat jędrzejowski  |      | Flaga powiatu, autorstwa dr Jerzego Michty, została ustanowiona uchwałą nr XXII/142/01 z 5 kwietnia 2001. Jest to prostokątny płat tkaniny o proporcjach 5:8 koloru błękitnego, w którego prawym górnym rogu umieszczono godło z herbu powiatu.                                                                                  |
| Powiat kazimierski   |      | Pierwsza wersja flagi powiatu została ustanowiona uchwałą nr XX/154/2005 z 26 kwietnia 2005, obecna została ustanowiona uchwałą nr XXII/171/2009 z 6 listopada 2009. Jest to prostokątny płat tkaniny o proporcjach 5:8, podzielony na dwa równe pionowe pasy: czerwony i błękitny. Umieszczono na nich symbole z herbu powiatu. |
| Powiat kielecki      |      | Pierwsza wersja flagi powiatu, autorstwa dr Jerzego Michty, została ustanowiona uchwałą nr X/23/99 z 30 czerwca 1999, obecna została ustanowiona uchwałą nr XIX/56/2016 z 26 września 2016. Jest to prostokątny płat tkaniny o proporcjach 5:7 koloru błękitnego, w którego centralnej części umieszczono godło z herbu powiatu. |
| Powiat konecki       |      | Flaga powiatu, autorstwa Krzysztofa Dorcza, została ustanowiona uchwałą nr XII/54/99 z 10 listopada 1999. Jest to prostokątny płat tkaniny o proporcjach 5:8, podzielony na cztery równe poziome pasy: czerwony, biały, żółty i błękitny.                                                                                        |
| Powiat opatowski     |      | Flaga powiatu została ustanowiona uchwałą nr XX/103/2000 z 12 lipca 2000. Jest to prostokątny płat tkaniny o proporcjach 5:8, podzielony na trzy pionowe pasy: dwa czerwone i biały w stosunku 1:3:1. W jego centralnej części umieszczono herb powiatu.                                                                         |
| Powiat ostrowiecki   |      | Flaga powiatu, autorstwa dr Jerzego Michty, została ustanowiona uchwałą nr V/31/2003 z 24 stycznia 2003. Jest to prostokątny płat tkaniny o proporcjach 5:8, podzielony na dwa równe pionowe pasy: czerwony i błękitny. Umieszczono na nich symbole z herbu powiatu.                                                             |
| Powiat pińczowski    |      | Flaga powiatu została ustanowiona uchwałą nr XXIII/112/2001 z 26 czerwca 2001. Jest to prostokątny płat tkaniny o proporcjach 5:8 koloru błękitnego, w którego prawym górnym rogu umieszczono godło z herbu powiatu. |
| Powiat sandomierski  |      | Flaga powiatu to prostokątny płat tkaniny o proporcjach 5:8, podzielony na trzy pionowe pasy: dwa błękitne i żółty w stosunku 1:3:1. W jego centralnej części umieszczono herb powiatu. |
| Powiat skarżyski     |      | Flaga powiatu, autorstwa dr Jerzego Michty, została ustanowiona 13 września 1999. Jest to prostokątny płat tkaniny o proporcjach 5:7, podzielony na dwa równe pionowe pasy: czerwony i błękitny. Umieszczono na nich symbole z herbu powiatu.                                                                                    |
| Powiat starachowicki |      | Flaga powiatu została ustanowiona uchwałą nr XVII/196/2000 z 23 listopada 2000. Jest to prostokątny płat tkaniny o proporcjach 5:8 koloru błękitnego, w którego centralnej części umieszczono godło z herbu powiatu. |
| Powiat staszowski    |      | Flaga powiatu, autorstwa Jerzego Bąka, została ustanowiona uchwałą nr XXXI/41/02 z 8 lipca 2002. Jest to prostokątny płat tkaniny o proporcjach 5:8 koloru błękitnego, w którego centralnej części umieszczono godło z herbu powiatu.                                                                                            |
| Powiat włoszczowski  |      | Pierwsza wersja flagi powiatu została ustanowiona uchwałą nr XVII/147/01 z 10 listopada 2001, obecna została ustanowiona uchwałą nr XXIII/129/09 z 9 lutego 2009. Jest to prostokątny płat tkaniny o proporcjach 5:8, podzielony na dwa równe poziome pasy: błękitny i czerwony. Umieszczono na nich symbole z herbu powiatu.    |